# Großes Hufeisen
Wie das Kleine Hufeisen, war auch das Große Hufeisen ein Motivationsabzeichen der FN für Reiter und Voltigierer im Kindes- und Jugendalter (bis einschließlich 18 Jahre). 
Mit der Ausbildungs- und Prüfungsordnung der Deutschen Reiterlichen Vereinigung (APO) 2014 wurde das Große Hufeisen durch die Reitabzeichen 7 bzw. durch das Voltigierabzeichen 7 ersetzt. Diese sind für alle Altersgruppen offen.

## Die Prüfung
Die Abzeichenprüfung bestand aus einem praktischen und einem theoretischen Teil. 
Die praktische Prüfung befasste sich zum einen mit dem Führen und Anbinden eines Pferdes, Sicherheitsmaßnahmen auf der Stallgasse sowie der Pferdepflege. Im Weiteren unterschieden sich die Teilprüfungen der Reiter und Voltigierer disziplinspezifisch.
Abzeichenanwärter im Reiten absolvierten eine einfache Abteilungsaufgabe, in der geprüft wurde, ob sie ihr Pferd in Schritt, Trab und Galopp beherrschten. Beim Reiten im Außengelände waren auch einfache Sprünge zu zeigen. 
Im praktischen Teil der Voltigierprüfung wurde das Mittraben oder Mitgaloppieren im Takt des Pferdes sowie der Aufsprung mit Hilfestellung im Schritt oder im Galopp geprüft. Ferner zeigte der Voltigierer fünf Übungen im Galopp, die er aus einer Liste frei wählen dufte. Es handelte sich um einfachere Pflicht- und Kürübungen wie z. B. freies Knien vorwärts oder rückwärts, Liegestütz vorwärts, Standwaage auf dem Pferderücken oder in der Schlaufe. Zusätzlich wurde eine Doppelübung im Schritt verlangt. 
In einer weiteren Prüfung wurde das theoretische Wissen in Bezug auf Reit- bzw. Voltigierlehre, Bedürfnisse des Pferdes und Ausrüstung geprüft.